# Phaeacius wanlessi
Phaeacius wanlessi là một loài nhện trong họ Salticidae.
Loài này thuộc chi Phaeacius. Phaeacius wanlessi được Wijesinghe miêu tả năm 1991.